# Karl Wallin
Karl Gustaf Wallin, född 16 januari 1858 i Fasterna socken, Stockholms län, död 4 augusti 1922 i Gustav Vasa församling, Stockholms stad, var en svensk elektrotekniker.

## Biografi
Karl Wallin var son till trädgårdsmästaren Otto Julianus Wallin och Johanna Kristina Persdotter, och uppvuxen i Uppsala. Han utexaminerades 1882 från Kungliga Tekniska högskolans avdelning för arkitektur, var 1882–1885 anställd vid Stockholms Belltelefon AB, 1885–1887 delägare och teknisk chef i firman Öller & Co och 1890–1908 verkställande direktör för Stockholms elektriska Belysnings AB, som 1908 övertogs av Stockholms stad.
Wallin blev redan 1886 assistent i fysik vid Kungliga Tekniska högskolan och förordnades där 1893 till extralärare i elektroteknik. År 1902 blev han tillförordnad professor och 1907 ordinarie professor i detta ämne. Han tjänstgjorde 1898–1900, även som lärare vid Sjökrigshögskolan och 1889–1909 som överlärare i fysik vid Kungliga Tekniska skolan.
Wallin är en av elektroteknikens pionjärer i Sverige, var en av Svenska Elverksföreningens stiftare och dess ordförande under flera år, liksom han en tid var ordförande i Svenska Teknologföreningens avdelning för elektroteknik. Han publicerade åtskilliga artiklar ämnet i facktidskrifter och var 1893–1899 redaktör för "Teknisk Tidskrifts" avdelning för mekanik och elektroteknik.
Han gifte sig 1889 med Alma Maria Eufrosyne Sällström (1861–1946), dotter till byggmästaren Anders Gustaf Sällström och Amanda Charlotta Strandberg.